# Try Sleeping with a Broken Heart
"Try Sleeping with a Broken Heart" é o segundo single lançado pela cantora e compositora estadunidense Alicia Keys, de seu quarto álbum, The Element of Freedom, lançado em 2009.

## Lançamento
A canção foi lançada no dia 29 de Outubro de 2009 nas rádios. No iTunes, o single foi lançado apenas no dia 17 de Novembro de 2009, estreando na Billboard Hot 100, ocupando o 58° lugar, uma elevada posição, se compararmos com o último single, "Doesn't Mean Anything", que estreou na 61° posição. Nas paradas norueguesas, a canção estreou na 2° posição.
A canção possui um status de "Em Breve", na paradas do Reino Unido, embora, nenhuma data sobre o lançamento do single no território tenha sido divulgada, espera-se que seja lançado após o dia 22 de Fevereiro de 2010, data do lançamento de "Empire State of Mind (Parte II)  Broken Down". Em 31 de Janeiro de 2010, o single entrou na Parada Britânica de Singles, ocupando a 71° posição. Mais tarde, foi anunciado que o single será lançado no dia 24 de Maio de 2010, como terceiro single de Alicia Keys, para o novo álbum, no Reino Unido. Na Alemanha, o single será lançado no dia 19 de Março de 2010.

## Videoclipe
Alicia Keys filmou o videoclipe no dia 30 e 31 de Outubro de 2009. Mas, apenas no dia 16 de Novembro de 2009, o videoclipe foi lançado.

## Faixas
| N.º | Título                             | Duração |  |
| 1.  | "Try Sleeping With A Broken Heart" | 4:08    |  |
| 2.  | "Love Man"                         | 3:15    |  |

## Certificações
| País           | Provedor | Vendas    | Certificação |
| -------------- | -------- | --------- | ------------ |
| Estados Unidos | RIAA     | 1.000,000 | Platina      |